# Leopolis Jazz Fest
Il Leopolis Jazz Fest (precedentemente Alfa Jazz Fest) è un festival internazionale di jazz, che dal 2011 si tiene ogni anno a giugno nella città ucraina di Leopoli. 
Nel 2016 il quotidiano britannico The Guardian ha inserito tale evento nella lista dei migliori dieci festival di jazz d'Europa.

## Panoramica
Il festival è stato avviato nel 2011 da Michail Maratovič Fridman, uomo d'affari originario di Leopoli, uno degli azionisti di Alfa-Bank Ukraine.
Fino al 2017, il fondatore e sponsor principale del festival era Alfa-Bank Ukraine, da cui deriva il vecchio nome “Alfa Jazz Fest”. Nel 2017 il festival è stato ribattezzato "Leopolis Jazz Fest" per indicare il luogo in cui si svolge, come avviene per molti altri eventi internazionali (Leopolis è il nome della città in latino).
Nel 2017 il festival è stato rinominato e la gestione del festival è stata trasferita al comitato organizzatore. Attualmente tutti i marchi e i diritti d'autore appartengono al comitato organizzatore. Il festival è gestito da un team di manager.
Organizzatore del festival: ONG "LEOPOLIS JAZZ". Il 18 settembre 2024 è stata registrata la creazione di una persona giuridica dell'Organizzazione pubblica "LEOPOLIS JAZZ". L'attività principale dell'organizzazione è lo sviluppo e la divulgazione dell'arte musicale jazz in Ucraina. I fondatori dell'Organizzazione erano il team del festival.
Oltre ai concerti di musicisti jazz provenienti da tutto il mondo, il festival ospita anche jam session, masterclass e sessioni di autografi con le celebrità ospiti.
Una cerimonia di premiazione annuale, "Leopolis Jazz Music Awards" (in precedenza "Alfa Jazz Music Awards") dedicata a Eddie Rosner si tiene durante il concerto di gala del festival a Leopoli. Questi premi sono istituiti per onorare gli artisti che hanno dato un contributo significativo allo sviluppo della musica jazz. Il vincitore è selezionato da un'ampia gamma di esperti, tra cui critici musicali, personalità di spicco della cultura, funzionari pubblici e governativi, giornalisti e imprenditori provenienti da diversi paesi.

## Luogo
Il festival si svolge in tre tappe:
- Il palco principale del festival - chiamato 'Eddie Rosner' in ricordo del famoso musicista sovietico di jazz - si trova nel Parco Bohdan Chmel'nyc'kyj: a pagamento;
- Un palco in Piazza Del Mercato, luogo centrale della città: gratuito ed aperto al pubblico;
- Una tappa nel centro storico della città, nel cortile del Palazzo Potocki: gratuito ed aperto al pubblico.

## Storia

### Alfa Jazz Fest 2011
È stata la prima edizione dell'Alfa Jazz Fest e si è tenuta a Leopoli dal 3 al 5 giugno 2011.
Già dalla prima edizione importante è stata la partecipazione di artisti stranieri: Spyro Gyra, John Scofield, Ron Carter, Bill Evans Soulgrass, Jeff Lorber Fusion Superband (tutti provenienti dagli USA).

### Alfa Jazz Fest 2012
Il 2° festival internazionale di jazz Alfa Jazz Fest si è tenuto dal 1 al 3 giugno 2012, vi hanno partecipato oltre 30.000 spettatori provenienti da tutto il mondo.
Per la prima volta, è stata svolta una cerimonia di premiazione, per la consegne del “Alfa Jazz Fest Awards” dedicata a Eddie Rosner. Il premio è stato assegnato a John McLaughlin, chitarrista britannico, famoso per il suo jazz-fusion.

### Alfa Jazz Fest 2013
Il 3º festival si è svolto dal 13 al 16 giugno 2013. Il premio Alfa Jazz Fest Awards è stato assegnato a Charlie Haden, uno dei più famosi musicisti e compositori jazz americani, quattro volte vincitore del Grammy Award.

### Alfa Jazz Fest 2014
Il 4º festival si è tenuto dal 12 al 15 giugno 2014. Il vincitore di questa edizione dell'International Music Award «Alfa Jazz Fest Awards» è stato Charles Lloyd.
I concerti degli ultimi giorni del festival sono stati cancellati a causa dell'annunciato lutto tutto ucraino per i militari ucraini morti nell'est del paese nella Crisi della Crimea scoppiata quell'anno.

### Alfa Jazz Fest 2015
Il 5° anniversario del festival jazz «Alfa Jazz Fest» si è svolto dal 25 al 29 giugno 2015. Più di 100 musicisti provenienti da 10 paesi (Germania, Austria, Stati Uniti, Giappone, Svezia, Cuba, Francia, Polonia e Ucraina) si sono esibiti a Leopoli durante cinque giorni di festival.
Il vincitore dell'International Music Award «Alfa Jazz Fest Awards» dedicato a Eddie Rosner nel 2015 è stato Herbie Hancock, pianista e compositore jazz americano, 14 volte vincitore del Grammy Award.

### Alfa Jazz Fest 2016
Il 6º festival si è tenuto dal 24 al 28 giugno 2016. I migliori interpreti jazz degli Stati Uniti, dell'Europa e dell'Ucraina si sono esibiti nei tre palchi nel centro di Leopoli.

### Alfa Jazz Fest 2017
Dal 23 al 27 giugno, si è tenuto il settimo Leopolis Jazz Fest, ultima edizione in cui il festival si è presentato con questo nome. Il vincitore dell'International Music Award "Leopolis Jazz Fest Awards" è stato Chucho Valdes.

### Leopolis Jazz Fest 2018
Dal 27 giugno al 1 luglio 2018, si è svolto l'8° International Leopolis Jazz Fest. Più di 170 musicisti provenienti da 16 paesi del mondo si sono esibiti su tre palchi cittadini a Leopoli per 5 giorni. Ahmad Jamal è stato il vincitore del Leopolis Jazz Music Award.
Particolarità dell'edizione del Leopolis Jazz Fest 2018 è stata l'avvio di una partnership con USAID. Un progetto per aumentare l'accessibilità e il rispetto dell'ambiente del Leopolis Jazz Fest è stato realizzato con il supporto di Join up! Programma per promuovere l'attivismo pubblico. Durante il festival sono state organizzate sessioni di formazione sull'accessibilità per i disabili e sulla coscienza ambientale per il personale ed i volontari. Al festival sono state fornite le infrastrutture necessarie per le persone con disabilità: piattaforme separate vicino ai palchi, rampe, speciali coperture in gomma e metallo e servizi igienici accessibili. Per promuovere la coscienza ambientale, al Leopolis Jazz Fest sono stati utilizzati contenitori speciali per lo smistamento e il riciclaggio dei rifiuti e, per i bambini, un parco giochi chiamato Sorting Together.
Uno speciale programma esclusivo è stato presentato ai visitatori dal contrabbassista e bassista, violoncellista, compositore e arrangiatore svedese Lars Danielsson, accompagnato dall'Orchestra Sinfonica Accademica della Filarmonica Nazionale di Leopoli.

### Leopolis Jazz Fest 2019
Dal 26 al 30 giugno 2019, Leopoli ha ospitato il 9º Leopolis Jazz Fest. Circa 300 musicisti provenienti da 15 paesi si sono esibiti per 5 giorni sui palchi del Leopolis Jazz Fest.
Vincitore dei «Leopolis Jazz Music Awards» dedicati a Eddie Rosner è stato Kenny Barron.

### Leopolis Jazz Fest 2020
A causa della diffusione su larga scala del COVID-19, è stata presa la decisione di annullare l'edizione del 2020. Il decimo anniversario del Festival, previsto inizialmente dal 25 al 29 giugno 2020 a Leopoli, si è tenuto l'anno dopo dal 24 al 28 giugno 2021.

### Leopolis Jazz Fest 2021
Il 10° Leopolis Jazz Fest si è svolto dal 24 al 28 giugno 2021. Per cinque giorni circa 200 musicisti, provenienti da 18 paesi del mondo, si sono esibiti sui palchi del Leopolis Jazz Fest.
Per gli ospiti e i residenti di Leopoli sono stati predisposti due palchi nel centro della città con accesso gratuito: uno in Piazza Del Mercato e l'altro nel cortile del Palazzo Potocki. I concerti si sono svolti con la partecipazione di importanti gruppi e band europee provenienti da Austria, Italia, Spagna, Lituania, Lussemburgo, Germania, Polonia, Turchia, Francia, Svezia e Svizzera. La maggior parte degli spettacoli su questi palchi tradizionalmente si svolgeva con il supporto di ambasciate e istituzioni culturali.
Il festival, tenuto anche in piena pandemia da COVID-19, si è svolto nel rispetto di tutte le misure di quarantena: è stato notevolmente ridotto il numero degli ospiti nei parterre e nelle aree picnic; per controllare il numero delle persone, l'ingresso a queste aree è stato effettuato con biglietti dal prezzo simbolico; tutti gli ospiti del festival che hanno acquistato i biglietti, così come i musicisti, il comitato organizzatore e gli appaltatori sono stati sottoposti a test obbligatori per il coronavirus.
Quell'anno sono state tre le aree picnic per gli ospiti del festival, dove sono stati trasmessi sui grandi schermi i concerti del palco principale dedicato a Eddie Rosner. La più grande area picnic era tradizionalmente situata sul territorio dello stadio Yunist nel parco Bohdan Chmel'nyc'kyj. È stato anche possibile alloggiare comodamente nell'area picnic Kyivstar all'ingresso inferiore del parco. All'ingresso superiore del parco c'era l'area picnic Staropramen.
Wynton Marsalis è stato il vincitore del premio internazionale di musica "Leopolis Jazz Music Awards 2021".
Durante il festival, i corsi di perfezionamento per musicisti e ascoltatori si sono tenuti tradizionalmente a Leopoli presso l'Accademia nazionale di musica Mykola Lysenko Lviv.

### Leopolis Jazz Fest 2022 e 2023
Gli eventi, negli anni 2022 e '23, sono stati annullati a causa del conflitto russo-ucraino. Il gruppo organizzativo del festival ha coinvolto diversi musicisti nell'organizzazione di raccolte fondi per l'Ucraina: 
- Per il Giorno Internazionale del Jazz del 2023 i gruppi musicali Lars Danielsson Group Liberetto III e INSO-Lviv hanno organizzato una raccolta fondi; [20]

- Nell'ultima settimana del giugno del 2023 è stato organizzata una raccolta fondi (chiamata Leopolis Jazz Weekend charity online) in cui chiunque, poteva donare tramite UNITED24 (la piattaforma ufficiale per raccolte fondi a supporto dell'Ucraina).[21]